# چارلز رابرت اشبی

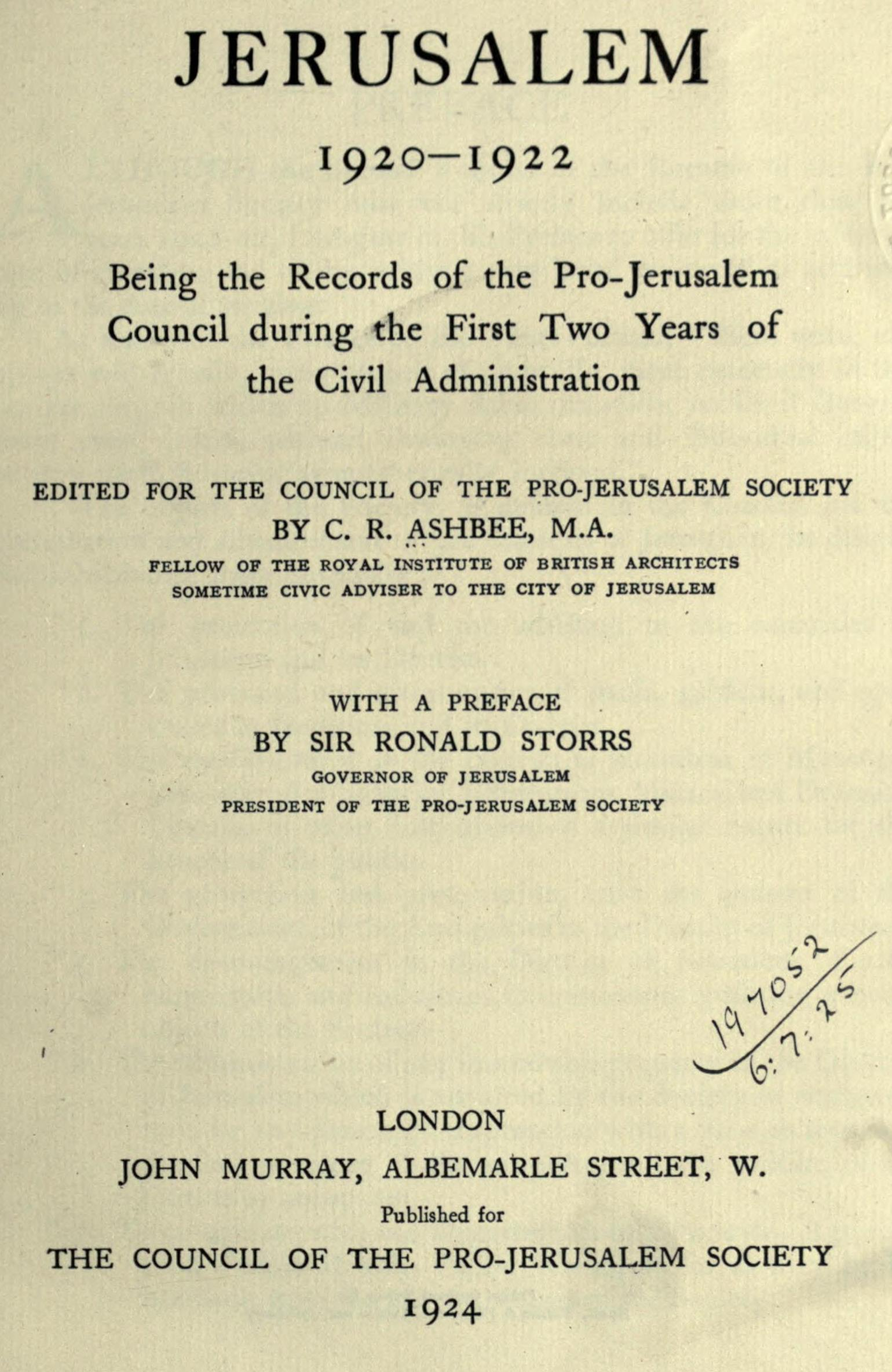
صفحهٔ عنوان به اشبیِ اورشلیم ۱۹۲۲–۱۹۲۰ میلادی، لندن، ۱۹۲۴ میلادی

چارلز رابرت اشبی (به انگلیسی: Charles Robert Ashbee)؛ (زادۀ ۱۷ مه ۱۸۶۳ میلادی – درگذشتۀ ۲۳ مه ۱۹۴۲ میلادی) یک معمار و طراح اهل بریتانیا بود که محرک اصلی جنبش هنر و صنایع دستی بود، که اخلاق حرفه‌ای خود را از آثار جان راسکین و ساختار مشارکتی خود را از سوسیالیسم ویلیام موریس گرفته بود.
اشبی توسط یک منبع به عنوان «طراح، معمار، کارآفرین و اصلاح‌گر اجتماعی» تعریف شده‌ است. رشته‌های او شامل فلزکاری، طراحی پارچه، مبلمان، جواهرات و اشیاء دیگر در سبک مدرن (سبک آر نُوو بریتانیا) و ژانرهای هنر و صنایع دستی بود. او در سال ۱۸۹۲ میلادی به عضویت اتحادیهٔ کارگران هنر درآمد و در سال ۱۹۲۹ میلادی به عنوان استاد آن انتخاب شد.
از سال ۱۹۱۸ تا ۱۹۲۲ او در اورشلیم زندگی و کار کرد.